# سد زایلودو
سد زایلودو (به لاتین: Xiluodu Dam) یک سد قوسی و نیروگاه برقابی در چین است که در Baitieba Township واقع شده‌است.